# Grzech (film)
Grzech – polski, czarno-biały, krótkometrażowy, niemy dramat z 1913. Film nie zachował się do dziś.

## Obsada
- Janina Szyllinżanka
- Irena Renard
- Wojciech Brydziński
- Karol Karliński